# Tomas Josas
Tomas Josas (* 7. März 1940  in Klabai, Rajongemeinde Šilalė) ist ein litauischer Politiker, Bürgermeister von Panevėžys.

## Biografija
Nach dem Abitur 1960 an der Mittelschule Batakiai in der Rajongemeinde Tauragė absolvierte Josas von 1960 bis 1965 das Diplomstudium des Bauingenieurwesens an der Technischen Universität Kaunas und wurde Ingenieur für Eisenbahn-Bau. Ab 1970 arbeitete er als leitender Ingenieur in Panevėžys. Von 1991 bis 1995 leitete er das Stadtrat Panevėžys. Von 1995 bis 1996 war er Bürgermeister der Stadtgemeinde Panevėžys und von 1997 bis 2000 Leiter von Bezirk Panevėžys. 
Ab 1993 war er Mitglied von Tėvynės sąjunga, ab 1999 von Nuosaikiųjų konservatorių sąjunga, ab 2000 Krikščionių konservatorių socialinė sąjunga, ab 2007 von Lietuvos Respublikos liberalų sąjūdis (LRLS).